# Joseph Sydney Yorke
Sir Joseph Sydney Yorke (6. června 1768, Londýn, Anglie – 5. května 1831, Solentská úžina, Anglie) byl britský admirál, účastník napoleonských válek. Byl též dlouholetým poslancem Dolní sněmovny a působil ve správě Royal Navy, v roce 1830 dosáhl hodnosti admirála. Zahynul při ztroskotání lodi u ostrova Wight. Jeho staršími bratry byli irský místokrál Philip Yorke, 3. hrabě z Hardwicke a ministr námořnictva Charles Philip Yorke.

## Kariéra
Pocházel z významné rodiny Yorke, jejíž členové v 18. a 19. zastávali vysoké úřady. Byl nejmladším synem právníka a lorda kancléře Charlese Yorka (1722–1770) z jeho druhého manželství. Studoval v Harrow a v roce 1780 vstoupil do služeb Royal Navy. Zúčastnil se války proti USA, po jejím skončení sloužil v Kanadě a v roce 1789 byl povýšen na poručíka, krátce nato dosáhl hodnosti komodora (1790). Na počátku válek s revoluční Francií působil v Lamanšském průlivu a v roce 1793 byl jmenován kapitánem, krátce nato úspěšně bojoval v Severním moři.
Díky vlivu své rodiny byl od roku 1790 zároveň členem Dolní sněmovny, jako poslanec reprezentoval volební obvod Reigate. Patřil k toryům a spolu se staršími bratry podporoval Pittovu vládu, ale kvůli aktivní službě na moři se zasedání parlamentu zúčastňoval jen zřídka. V roce 1805 při jmenování nových rytířů Podvazkového řádu zastupoval svého nejstaršího bratra Philipa, který byl tehdy místokrálem v Irsku, sám byl při té příležitosti povýšen do šlechtického stavu. V roce 1810 byl povýšen na kontradmirála, téhož roku se stal lordem admirality (jeho starší bratr Charles Philip Yorke byl tehdy ministrem námořnictva), v roce 1811 krátce velel lodi Victory, jejímž velitelem byl předtím admirál Nelson. Post lorda admirality si udržel i po odvolání svého bratra a v letech 1813–1818 byl druhým lordem admirality, respektive prvním námořním lordem. V roce 1814 byl povýšen na viceadmirála a v roce 1815 obdržel Řád lázně, aktivně na moři sloužil již jen příležitostně, v roce 1830 byl povýšen na admirála. Zahynul při ztroskotání jachty Catherine zasažené bleskem u břehů ostrova Wight.

## Rodina
V roce 1798 se oženil s Elizabeth Rattray (1773–1812), dcerou irského statkáře Jamese Rattraye, po ovdovění se jeho druhou manželkou v roce 1813 stala Urania Paulet (1767–1843), dcera 12. markýze z Winchesteru a vdova po markýz z Clanricarde. Z prvního manželství měl pět dětí, syn Charles (1799–1873) zdědil po bězdetném strýci titul hraběte z Hardwicke. Další syn Eliot Thomas Yorke (1805–1885) byl dlouholetým poslancem Dolní sněmovny (1834-1865). Nejmladší syn Horatio Nelson Yorke (1806–1814) se narodil krátce po smrti admirála Nelsona a byl po něm pojmenován, zemřel v dětství.
Jeho sídlem byl nevelký venkovský zámek Sydney Lodge poblíž Southamptonu.